# Boris Chtcherbina
Boris Ievdokimovitch Chtcherbina (en russe : Борис Евдокимович Щербина, en ukrainien : Борис Євдокимович Щербина) est un homme politique soviétique né le 5 octobre 1919 à Debaltseve, dans l'actuelle Ukraine, et mort le 22 août 1990 à Moscou.
Exerçant les fonctions de vice-président du Conseil des ministres de l'URSS de 1984 à 1989, il a, durant cette période, supervisé la gestion de crise à la suite de deux catastrophes majeures : la catastrophe nucléaire de Tchernobyl en 1986 et le séisme de 1988 en Arménie.

## Biographie
Chtcherbina né à Debaltseve, situé en République socialiste soviétique d'Ukraine (maintenant dans l'oblast de Donestk, en Ukraine), le 5 octobre 1919, dans une famille de cheminots ukrainiens,. Il rejoint le PCUS en 1939, et se porte volontaire pour son service militaire durant la guerre d'Hiver en Finlande. Il épouse Raisa Pavlovna avec laquelle il a un fils, Iouri Borissovitch Chtcherbina. 
Chtcherbina est crédité comme cofondateur de l'industrie pétrolière et gazière en Sibérie Occidentale alors qu'il est premier secrétaire du PCUS de l'Oblast de Tioumen, et plus tard en tant que ministre de la construction et des industries pétrolières et gazières (1973-1984). En 1976, il devient membre du comité central du PCUS, poste qu'il conserve jusqu'à sa mort. 
En 1984, il devient vice-président du Conseil des ministres et, à ce titre, est chargé de gérer les conséquences de la catastrophe nucléaire de Tchernobyl en 1986. 
Boris Chtcherbina joue un rôle similaire après le tremblement de terre catastrophique qui frappe l'Arménie en 1988. Il propose de faire appel à des sauveteurs internationaux — venus d'Autriche et de Tchécoslovaquie — qui disposent d'imageurs thermiques et de chiens spécialement entraînés à la recherche de survivants[réf. souhaitée].
En 1990, il s'oppose à l'élection de Boris Eltsine à la présidence du Soviet suprême de la RSFS de Russie, le décrivant comme « un homme de basse qualité morale », dont l'élection « ouvrirait la voie à la période la plus sombre de l'histoire de notre pays ».

### Mort
Chtcherbina meurt à Moscou en 1990 à l'âge de 70 ans,, sans que sa mort ne puisse être directement corrélée aux radiations émises par la catastrophe. En effet, un décret de 1988, rédigé par lui-même, empêche les médecins soviétiques de citer les radiations comme cause de décès ou de maladie.

## Dans la fiction
Le rôle de Chtcherbina est interprété par Stellan Skarsgård dans la mini-série Chernobyl (2019).